# Mauricijus na Svjetskom prvenstvu u atletici 2015.
Mauricijus se na Svjetskom prvenstvu u atletici 2015. u Pekingu natjecao od 22, do 30. kolovoza, s jednim predstavnikom. Jedini predstavnik za Mauricijus, skakač u dalj Jonathan Drack, po drugi put je nastupio na Svjetskom prvenstvu i osvojio 11. mjesto u završnici.

## Rezultati

### Muškarci

#### Skakačke discipline
| Atletičar      | Disciplina | Kvalifikacije | Kvalifikacije | Završnica | Završnica |
| Atletičar      | Disciplina | Rezultat      | Plasman       | Rezultat  | Plasman   |
| -------------- | ---------- | ------------- | ------------- | --------- | --------- |
| Jonathan Drack | Troskok    | 16,79         | 9. q          | 16,64     | 11.       |